# Deltote nephrostricta
Deltote nephrostricta is een vlinder van de familie van de uilen (Noctuidae). De wetenschappelijke naam van deze soort is voor het eerst voorgesteld als Eustrotia nephrostricta door George Francis Hampson in een publicatie uit 1914.
De soort komt voor in Kenia.